# Nikołaj Kałmyk
Nikołaj Iosifowicz Kałmyk (ros. Николай Иосифович Калмык, ur. 19 grudnia 1913 we wsi Połkowa Mykytiwka w guberni charkowskiej, zm. 2000 w Moskwie) – radziecki działacz partyjny, I sekretarz Komitetu Obwodowego KPZR w Smoleńsku (1963-1969), członek Centralnej Komisji Rewizyjnej KPZR (1966-1971).
1931 ukończył technikum rolnicze i został agronomem w sowchozie kombinatu cukrowego w obwodzie moskiewskim, 1936-1938 służył w Armii Czerwonej, 1938-1939 kierownik wydziału sowchozu, od 1939 w WKP(b), 1939-1943 starszy agronom i dyrektor stanicy maszynowo-traktorowej w obwodzie tulskim. Później funkcjonariusz partyjny, od 1951 instruktor Wydziału Rolnego KC WKP(b), potem kierownik sektora tego Wydziału. Od 1955 sekretarz, od 12 stycznia 1962 II sekretarz, a od 7 stycznia 1963 do 29 grudnia 1969 I sekretarz Komitetu Obwodowego KPZR w Smoleńsku (od stycznia 1963 do 14 grudnia 1964: Wiejskiego Komitetu Obwodowego KPZR w Smoleńsku). Od 8 kwietnia 1966 do 30 marca 1971 członek Centralnej Komisji Rewizyjnej KPZR. Deputowany do Rady Najwyższej ZSRR 7 kadencji.

## Odznaczenia
- Order Czerwonego Sztandaru Pracy (trzykrotnie, m.in. 1963)
- Medal „Za obronę Moskwy”
- Medal „Za pracowniczą dzielność”
- Medal „Za ofiarną pracę w Wielkiej Wojnie Ojczyźnianej 1941–1945”